# (6366) Rainerwieler
(6366) Rainerwieler (1981 UM22) – planetoida z pasa głównego asteroid okrążająca Słońce w ciągu 5,65 lat w średniej odległości 3,17 j.a. Odkryta 24 października 1981 roku.